# Застава
Застáва — один із засобів забезпечення зобов'язань. В силу застави кредитор має право в разі невиконання боржником забезпеченого заставою зобов'язання одержати кошти з вартості заставленого рухомого або нерухомого майна переважно перед іншими кредиторами цього боржника, якщо інше не встановлено законом (ст. 572 ЦКУ).
Заставою може бути забезпечена вимога, яка може виникнути в майбутньому.
Застава виникає на підставі договору, закону чи рішенні суду.
Окремі види застави:
- Іпотека — застава нерухомого майна, що залишається у володінні заставодавця або третьої особи
- Заклад — застава рухомого майна, що передається у володіння заставодержателя або за його наказом — у володіння третій особі
- Податкова застава

Застава рухомого майна — це спосіб забезпечення зобов’язань, при якому предметом застави виступають рухомі речі: автомобілі, ювелірні вироби, побутова техніка, сільськогосподарське обладнання тощо. Така форма застави широко використовується у фінансових операціях, зокрема при отриманні кредитів у ломбардах, мікрофінансових організаціях або банках.
Залежно від умов договору, рухоме майно може:
1. Передаватися заставодержателю на час дії зобов’язання.
2. Залишатися у заставодавця, але з обмеженням права відчуження та з можливістю вилучення у разі невиконання зобов’язань.

При оцінці вартості заставленого майна зазвичай враховується його ринкова ціна, ступінь зносу та ліквідність. Оцінка може здійснюватися представниками фінансової установи або незалежними експертами.